# CECIL
CECIL（セシル）は、日本のポップ・ミュージック・グループ。所属レコード会社はberry records。同レコードを主催していた大平太一がサウンドプロデュースをつとめる。
デザイナー・イラストレーターがメンバーとして在籍し、アートワーク、ジャケットデザイン等も自身達で手がける。
2006年に新曲レコーディング中のアナウンスがあったが、音源化されず事実上の活動休止となった。

## メンバー
- ゆきち - 作詞、ボーカル
- batayam - 作詞、アートワーク　advantage Lucy、ROUND TABLEなどの裏方・アートワークにも参加。2018年4月死去[3]。
- カンバラクニエ - イラスト、デザイン
- カンバラヨシエ - デザイン　カンバラクニエの実妹。2003年加入。
- 大平太一 - 作曲、編曲、ギター、ベース
- 佐藤五魚 - キーボード、ドラム
- 川口佑介 - レコーディング・エンジニア　2001年加入。

アルバム『CINEMA SCOPE』以降はゆきち・batayam・カンバラ姉妹の女性4名がCECILのメンバーとしてクレジットされ、大平・佐藤・川口はスタッフとして参加している。

## ディスコグラフィー

### カセット
- 青盤（2000年6月1日）
- 赤盤（2000年6月1日）
ハイラインレコーズ限定

### シングル
- super“shomin”car（2003年4月23日）3000枚限定生産
映画『下妻物語』挿入歌、朝日放送『おはようコールABC』第2部オープニングテーマ
c/w「Lu di-di can -つばさのうた-」は、大平がリーダーを務めたバンド『THE REDS』の楽曲のバージョン違い（ミニアルバム『Cheek』にも収録）。

### ミニアルバム
- 夏時計（2000年8月10日）2000枚限定生産
- Rikka（2000年12月8日）
- Cheek（2001年10月26日）
ゆきちのブログによると、このアルバムタイトルは「クニエイラストの頬紅に惚れてつけた」。
- 夏時計 -2002 ENCORE EDITION-（2002年7月19日）
- CECILMANIA#203（2002年7月19日）2000枚限定生産
PlayStation 2『ROOMMANIA#203』コラボレーションCD（提供楽曲のセルフカバー）
当初は1500枚限定生産の予定だったが、予約が殺到した結果2000枚限定生産となった。
- タイガー・リリィ（2004年3月24日）
5000枚限定生産

### アルバム
- CINEMA SCOPE（2003年2月13日）
「楓樹の街」朝日放送『おはようコールABC』第1部オープニングテーマ
「サーフライダー」朝日放送『おはようコールABC』エンディングテーマ
タワーレコード新宿店限定で、発売日より10日早く先行発売された。
CDの包装に貼られたステッカーには松本隆によるコメントが掲載されている。

### 未音源曲
- 涙の蕾（2005年）
NHK『みんなのうた』挿入曲。番組内アニメーションイラストはカンバラクニエが制作。
- フルーツバスケット（2006年）
- 夜間飛行（2006年）